# Universidade medieval

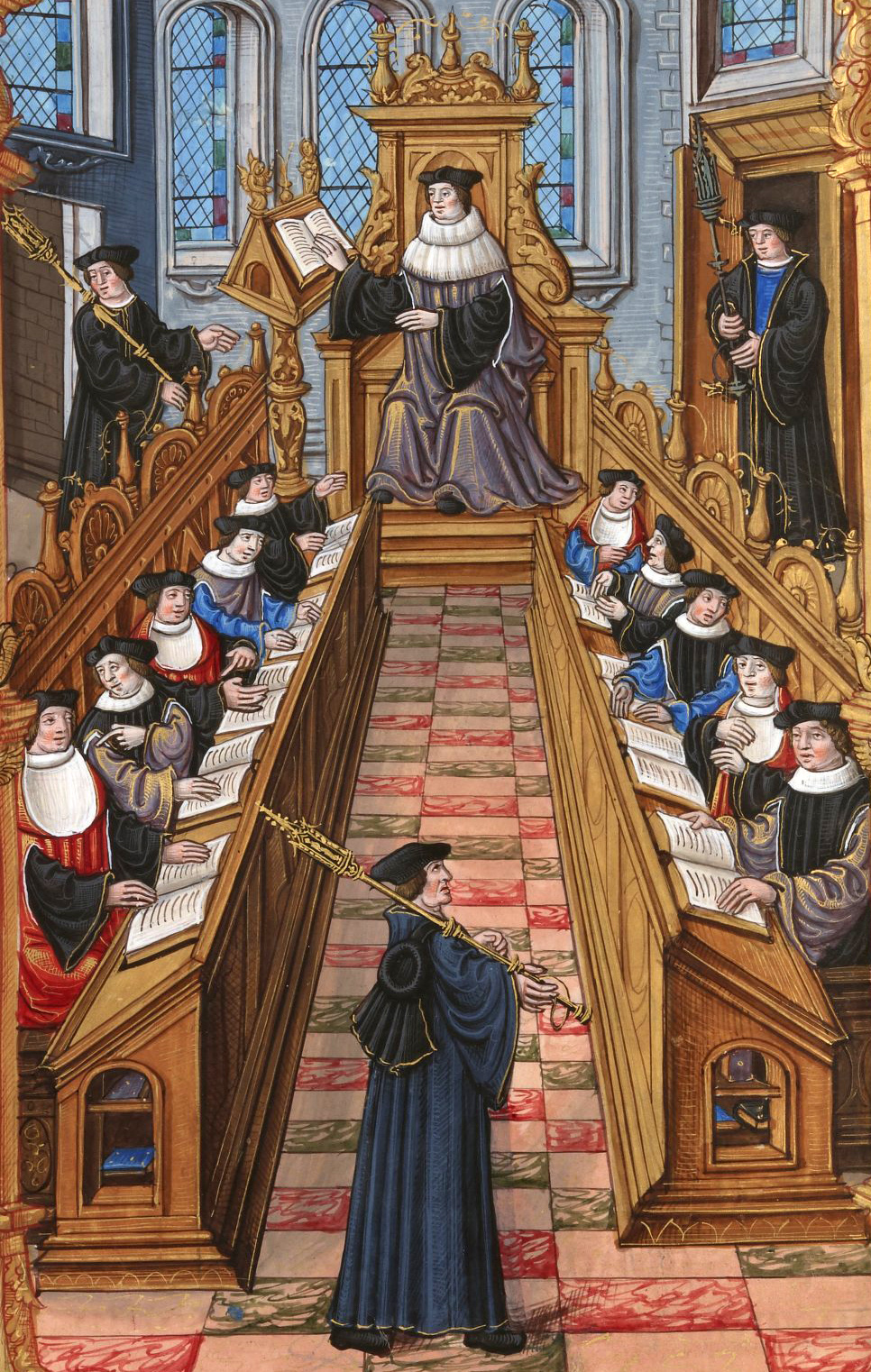
Manuscrito medieval mostrando uma reunião de doutores na Universidade de Paris

As universidades medievais foram fundadas por volta de 1150, no contexto do Renascimento do Século XII. Essas instituições são o ponto de partida para o modelo de universidade que temos até hoje. Trata-se não apenas de instituições de ensino: a universidade medieval era também o local de pesquisa e produção do saber, era também o foco de vigorosos debates e muitas polêmicas - o que fica evidente pelas crises em que estas instituições estiveram envolvidas e pelas muitas intervenções que sofreram do poder real e eclesiástico.
As primeiras universidades da Europa foram fundadas na Itália e na França, em que vieram das escolas catedrais, ou seja, fundadas pela Igreja Católica. A parte central do ensino envolvia o estudo das artes preparatórias, ou artes liberais; o trivium (trívio): gramática, retórica e lógica; e do quadrivium (quadrívio) : aritmética, geometria, música e astronomia. Depois disso, o aluno podia realizar os estudos mais específicos, que eram originalmente as 4 disciplinas: direito, medicina, teologia e filosofia. As mulheres não eram voltadas para essa educação, com exceção de algumas que muito influenciaram sua época, tal como Cristina de Pisano e Hildegarda de Bingen. Ao que parece, muitos estudantes universitários medievais proviam de famílias de poucas posses e de classe baixa. Haviam também frades entre os estudantes, homens que desejavam simplesmente ampliar seus conhecimentos e promover virtudes intelectuais, ou contavam com o patrocínio de um superior eclesiástico. 

## Origens, Cidade e Toga e Vida Acadêmica

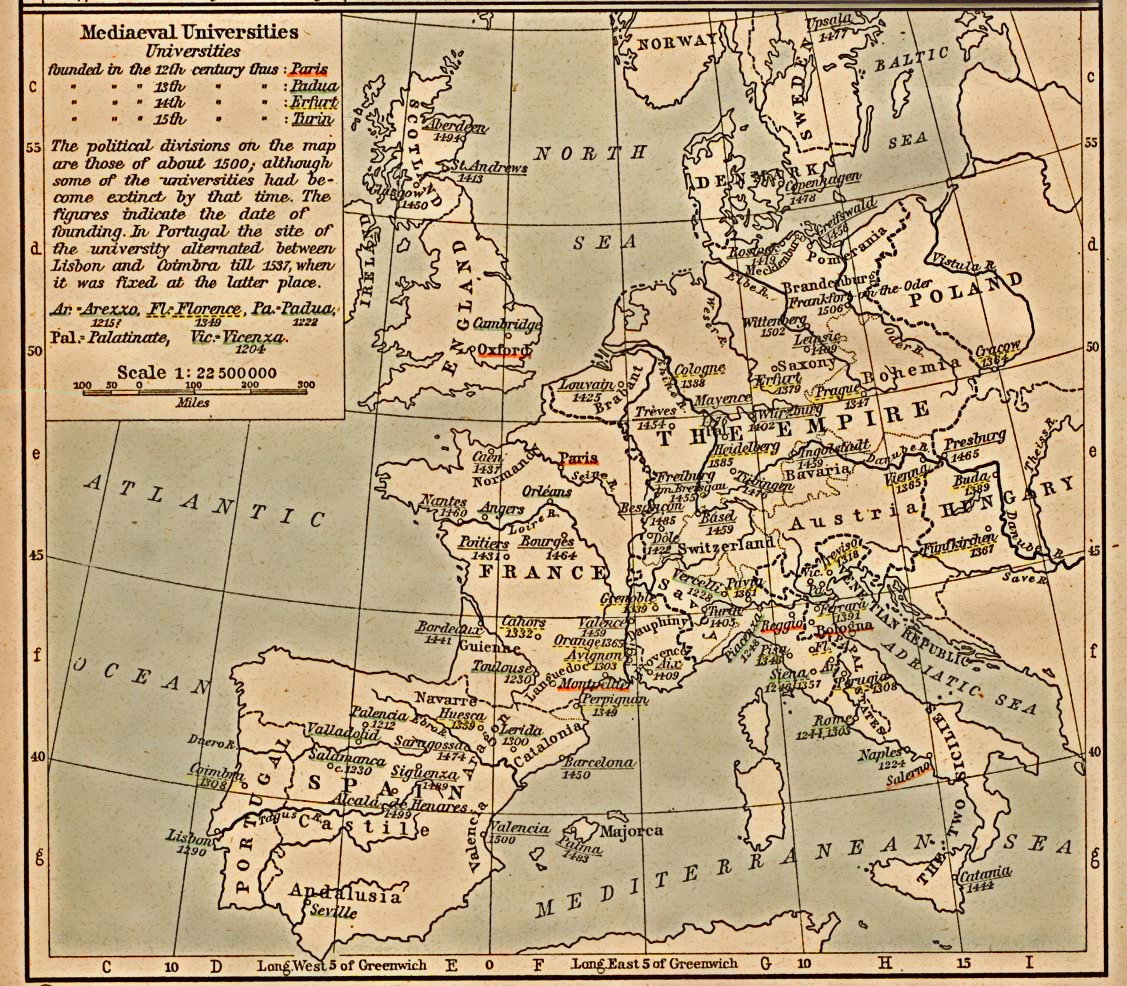
Mapa das Universidades medievais

No século IX, Carlos Magno conseguira reunir grande parte da Europa sob seus domínios. Para unificar e fortalecer o seu império, ele decidiu elaborar uma reforma na educação. Foi chamado o monge inglês Alcuíno que elaborou um projeto de desenvolvimento escolar, em Aix-la-Chapelle, que buscou reviver o saber clássico estabelecendo os programas de estudo a partir das sete artes antigas: o trivium, ou ensino literário (gramática, retórica e dialética) e o quadrivium, ou ensino científico (aritmética, geometria, astronomia e música). A partir do ano 787, foram emanados os decretos que recomendava, junto às cortes. Essas medidas teriam seus efeitos mais significativos séculos mais tarde. O ensino da dialética (ou lógica) foi fazendo renascer o interesse pela indagação especulativa; dessa semente surgiria a filosofia cristã da Escolástica.
Nos séculos XI e XII, algumas das escolas que haviam sido estruturadas a partir das ordens de Carlos Magno, que se destacaram por seu alto nível de ensino, ganham a forma de Universidades. Isso ocorre especialmente entre as escolas catedrais. Depois começaram a surgir instituições, fundadas por autoridades, que já nasciam estruturadas como uma instituição de ensino superior. As universidades que evoluíram de escolas catedrais, foram chamadas por ex consuetudine; Já aquelas fundadas por reis ou papas eram as universidades ex privilegio.
Entre 1200 e 1400 foram fundadas, na Europa, 52 universidades, e 29 delas foram erguidas pelo papado. E, de fato a Igreja Católica era a conservadora e transmissora do alto conhecimento durante todo este período. A transformação cultural gerada pelas universidades no século XIII, foi expressada pela frase de Charles H. Haskins: Em 1100, a escola seguia o mestre; em 1200, o mestre seguia a escola.
Conflitos entre os burgueses e os universitários, e a proteção dos papas: 
Um olhar de relance sobre a história da universidade medieval revela que não eram incomuns os conflitos entre a universidade e o povo ou o governo local. Como explica Joseph H. Lynch, comentarista moderno, os habitantes das cidades amavam o dinheiro, mas odiavam os estudantes. Ouvia-se muitas vezes os estudantes e os professores queixarem-se de que eram tratados com abuso pelos cidadãos locais, com dureza pela polícia e ludibriados no preço dos aluguéis, alimentos e livros. No meio dessa atmosfera tensa, a Igreja Católica rodeou os estudantes de uma proteção especial, o chamado benefício do clero. Os clérigos gozavam na Europa medieval de um estatuto especial: maltratá-los era um crime extraordinariamente grave; tinham o direito de que as suas causas fossem julgadas por um tribunal eclesiástico, e não pelo civil. Os estudantes universitários, como atuais ou potenciais candidatos ao estado clerical, passaram também a gozar desses privilégios. Os governantes civis também lhes estenderam muitas vezes uma proteção similar: em 1200, Filipe Augusto da França concedeu e confirmou esses privilégios aos estudantes da Universidade de Paris, permitindo-lhes ter as suas causas julgadas por um tribunal especial, que certamente lhes seria mais simpático do que os tribunais da cidade.

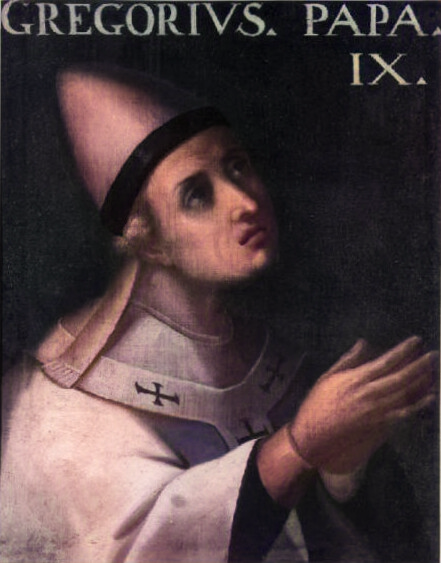
Representação do Papa Gregório IX

Os papas intervieram em defesa da universidade em numerosas ocasiões. Em 1220, o papa Honório III (1216-1227) pôs-se do lado dos professores de Bolonha, que protestavam contra as violações das suas liberdades. Quando o chanceler de Paris insistiu em que se jurasse lealdade à sua pessoa, o papa Inocêncio III (1198-1216) interveio. Em 1231, perante a intromissão das autoridades diocesanas locais na autonomia institucional da universidade, o papa Gregório IX lançou a bula Parens scientiarum, em favor dos mestres de Paris. Nesse documento, concedeu efetivamente à Universidade de Paris o direito à autonomia de governo, com a qual podia elaborar as suas próprias regras a respeito dos cursos e pesquisas e submeteu-a diretamente à jurisdição pontifícia, emancipando-a da interferência diocesana. Foi ainda nesse mesmo documento que o papa procurou zelar pela justiça e concórdia no ambiente universitário, mediante a concessão de um privilégio conhecido como cessatio - o direito de os alunos entrarem em greve, caso fossem tratados de modo abusivo.
Vida Acadêmica:
A distinção que hoje fazemos entre os estudos de graduação e os de pós-graduação seguia mais ou menos os padrões de hoje. E, também como hoje, algumas universidades eram especialmente conhecidas pelo seu alto nível em determinadas áreas: assim, Bolonha tornou-se famosa pelo seu curso de direito e Paris pelos de teologia e de artes.

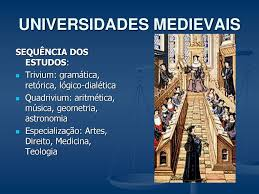
Currículo acadêmico das universidades medievais

O graduando ou artista (isto é, o estudante das artes liberais), assistia a conferências, participava dos debates que eventualmente se organizavam nas aulas e assistia aos que eram entabulados por outros. As preleções versavam geralmente sobre textos importantes, muitas vezes dos clássicos da Antiguidade. Além dos comentários sobre esses textos, os professores passaram a incluir gradualmente uma série de questões que deviam ser resolvidas pelo recurso ao pensamento lógico. Com o tempo, a análise dessas questões substituiu basicamente os comentários de textos. Esta foi a origem do método escolástico de argumentação por meio da discussão de argumentos contrapostos, tal como a encontramos na Summa theologiae de Santo Tomás de Aquino.

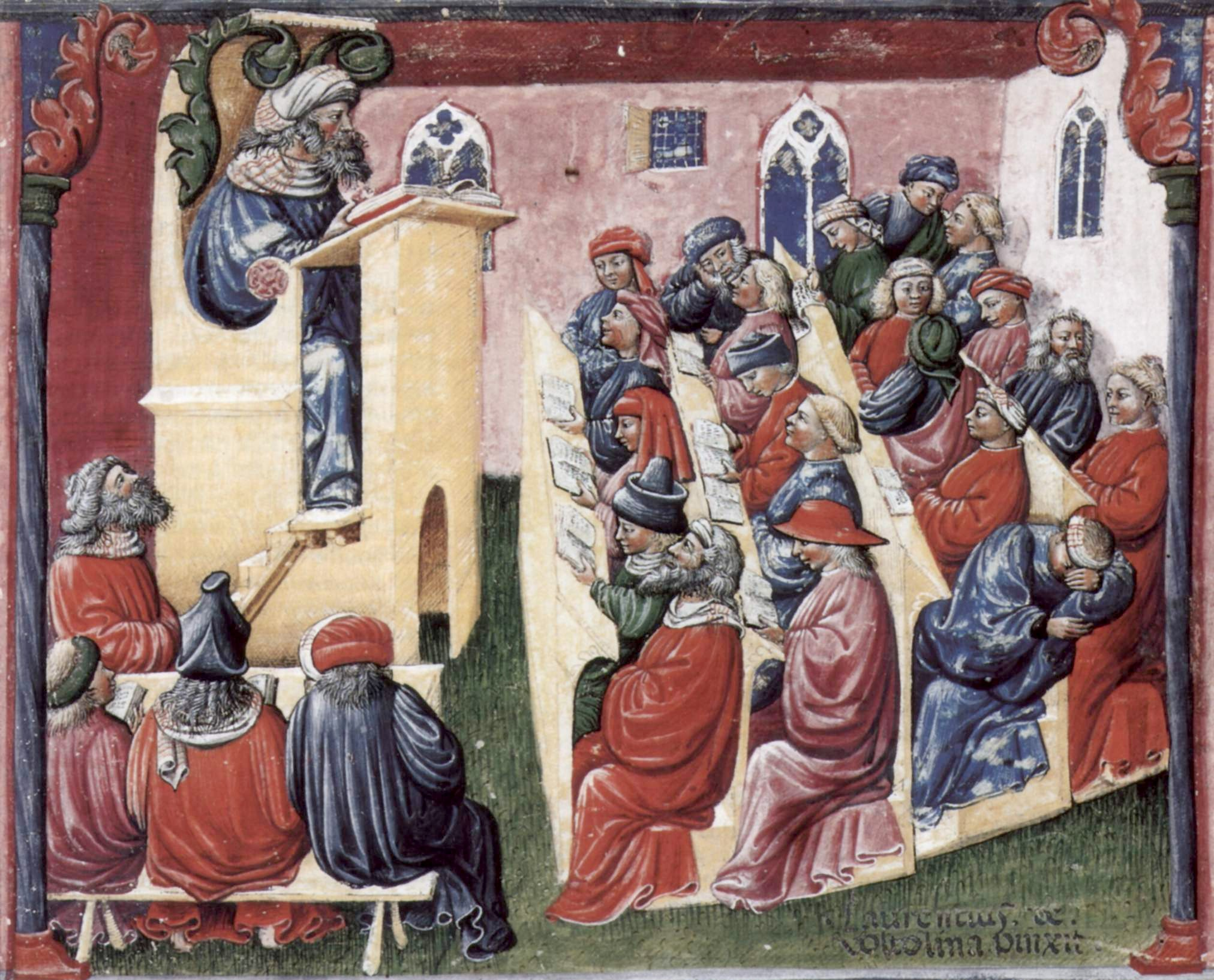
Universidade de Paris, Século XIII.

Uma vez que o examinando dirimia satisfatoriamente uma questão perante os examinadores, era-lhe conferido o diploma de bacharel em artes. O processo levava normalmente quatro ou cinco anos. Chegado a este ponto, o estudante podia simplesmente dar por terminada a sua formação, como faz hoje em dia a maior parte dos bacharéis, e sair em busca de um trabalho remunerado (até mesmo como professor nalguma das escolas menores da Europa), ou decidir continuar os seus estudos e obter um diploma de pós-graduação, o que lhe conferiria o título de mestre e o direito de lecionar em uma universidade. É difícil determinar o intervalo de tempo exato que costumava transcorrer entre a obtenção da licenciatura e do mestrado, mas uma estimativa é que oscilava entre 6 meses e 3 anos.
Algumas dessas universidades recebiam da Igreja o título de Studium Generale, que indicava que este era um instituto de excelência internacional; estes eram considerados os locais de ensino mais prestigiados do continente. Acadêmicos de um Studium Generale eram encorajados dar cursos em outros institutos por toda a Europa, bem como a partilhar documentos. Isso iniciou a cultura de intercâmbio presente ainda hoje nas universidades Europeias.
Contrariando a impressão geral de que as pesquisas estavam impregnadas de pressupostos teológicos, os estudiosos medievais tinham grande respeito pela autonomia da filosofia natural, um ramo separado da Teologia. Isso se evidencia por exemplo, quando um dominicano pediu a Alberto Magno, um dos maiores cientistas e doutores da Igreja da Idade Média e mestre de São Tomás, que escrevesse um livro de física que os pudesse ajudar a entender as obras de física de Aristóteles. Santo Alberto rejeitou antecipadamente a ideia de que a teologia deveria ter se entremeado com a física, esclarecendo que as ideias teológicas pertenciam aos tratados de teologia, e não aos de física.
O estudo da lógica na Baixa Idade Média fornece-nos mais um conteúdo do compromisso com o pensamento racional da época. Segundo Edward Grant, "através dos sólidos estudos da lógica, os estudantes eram instruídos acerca da sutileza da linguagem e das armadilhas da argumentação." 
Uma das mais importantes contribuições medievais para a ciência moderna foi a liberdade de pesquisa no mundo universitário, onde os acadêmicos podiam debater e discutir as proposições apoiadas na utilidade da razão humana. A Vida intelectual medieval, grosseiramente afirmada como anti-científica e irracional pelos modernos e pelo senso comum da população atualmente, prestou contribuições indispensáveis à nossa civilização. <Os Mestres da Idade Média criaram uma ampla tradição intelectual, sem a qual o subsequente progresso na filosofia natural teria sido inconcebível - escreve David Lindberg, historiador estadunidense da ciência.> 
Todavia, alguns autores afirmam que a criação do diploma teria sido um regresso na educação quando se trata de cultivar o saber e promover virtudes, pois o estudo acaba virando, muitas vezes, a busca de um diploma e de dinheiro apenas. Isso pode ser demonstrado inicialmente, com os goliardos medievais, grupo de taberneiros que faziam chacota com várias coisas.

## Leituras recomendadas
- Oliveira, Terezinha (2007). «Origem e memória das universidades medievais: a preservação de uma instituição educacional» (HTML). Varia história. 26 (37). Belo Horizonte: SciELO. pp. 113–129. ISSN 0104-8775. doi:10.1590/S0104-87752007000100007. Consultado em 31 de março de 2009
- Oliveira, Terezinha (2006). «A universidade medieval: uma memória» (HTML). Revista Eletrônica de História Antiga e Medieval. 6. ISSN 1676-5818. Consultado em 27 de março de 2009
- Hélgio, Trindade (1999). «Universidade em perspectiva: sociedade, conhecimento e poder» (PDF). Revista Brasileira de Educação (10). Editora Autores Associados. pp. 05–15. ISSN 1413-2478. Consultado em 31 de março de 2009